# Зайцев, Александр Иванович (электроэнергетик)
Александр Иванович Зайцев (род. 22 января 1923 года, дер. Таранчет Канского уезда Енисейской губернии) — специалист в области электроэнергетики, профессор Воронежского государственного технического университета, кафедры электропривода и автоматизации промышленных установок Томского политехнического института (ТПУ), действительный член Международной энергетической Академии (с 1995 г.).

## Биография
Родился 22 января 1923 года в деревне Таранчет Канского уезда Енисейской губернии. В 1941 году окончил школу в городе Канске.
В годы Великой Отечественной войны работал на центральной городской электростанции дежурным техником. В 1942 году поступил учиться на Красноярское отделение Томского электромеханического института инженеров железнодорожного транспорта (ТЭМИИТа, ныне Омский государственный университет путей сообщения), а в 1944 году был переведён учиться в Томск. В 1947 году окончил энергетический факультет этого института, получив специальность инженера – энергетика путей сообщения, был рекомендован для учёбы в аспирантуре института.
С 1947 года работал ассистентом в Институте инженеров железнодорожного транспорта (ТЭМИИТ). С 1948 по 1951 год учился в аспирантуре кафедры электрических сетей и систем Томского политехнического института (ТПИ). Его научным руководителем в это время был профессор В. К. Щербаков. Под научным руководством Щербакова в 1951 году Зайцевым была подготовлена к защите кандидатская диссертация на тему «Продольная компенсация реактивности электропередач с одновременным ограничением токов короткого замыкания дальних линий электропередачи». В 1952 году, после защиты диссертации, Александр Иванович был утверждён кандидатом технических наук. В дальнейшем он работал ассистентом, старшим преподавателем кафедры электропривода ТПИ, доцентом.
С 1952 по 1954 год был исполняющим обязанности заведующего кафедрой горной электромеханики, а с 1956 года — заведующим кафедрой электрификации промышленных предприятий (ныне это кафедра электропривода и электрооборудования). Зайцев возглавлял кафедру в 1956–1972 и в 1974–1975 годах. В этот период он читал в ТПИ курсы лекций: «Промышленная электроника», «Теория автоматического управления», «Энергосбережение», «Электросбережение промышленных предприятий» и др.
В 1966 году Александр Иванович защитил докторскую диссертацию на тему «Теоретические и экспериментальные исследования импульсных систем регулирования электрических машин постоянного тока». В 1967 году стал доктором технических наук, с 1968 года — профессор кафедры электропривода и автоматизации промышленных установок.
В 1968 году в Томске был создан научно-исследовательский институт автоматики и электромеханики, его директором стал А. И. Зайцев. В дальнейшем он работал профессором кафедры ЭПА ТПИ (1973–1975), заведующим кафедрой электропривода Воронежского политехнического института (1975–1980), заведующим кафедрой электропривода Липецкого политехнического института (1980–1981), заведующим кафедрой «Электрооборудование судов» Нижегородского государственного технического университета (1981–2000), с 2000 года — профессор кафедры «Электромеханические системы и электроснабжение» Воронежского государственного технического университета.
Имеет 56 авторских свидетельств на изобретения, является автором около 350 научных работ. Был научным руководителем 55 кандидатов наук, включая 40 кандидатов — из Томского политехнического университета.

## Награды
- Медаль «За трудовую доблесть» (1967)
- Медаль «За доблестный труд» (1995)
- Медаль «50 лет Победы в Великой Отечественной войне 1941-1945 гг.». ;
- Серебряная медаль ВДНХ.